# Onslow (Iowa)
Onslow es una ciudad ubicada en el condado de Jones en el estado estadounidense de Iowa. En el Censo de 2010 tenía una población de 197 habitantes y una densidad poblacional de 338,05 personas por km².

## Geografía
Onslow se encuentra ubicada en las coordenadas 42°6′26″N 91°0′55″O / 42.10722, -91.01528. Según la Oficina del Censo de los Estados Unidos, Onslow tiene una superficie total de 0.58 km², de la cual 0.58 km² corresponden a tierra firme y (0%) 0 km² es agua.

## Demografía
Según el censo de 2010, había 197 personas residiendo en Onslow. La densidad de población era de 338,05 hab./km². De los 197 habitantes, Onslow estaba compuesto por el 95.94% blancos, el 2.54% eran afroamericanos, el 0% eran amerindios, el 0.51% eran asiáticos, el 0% eran isleños del Pacífico, el 0% eran de otras razas y el 1.02% pertenecían a dos o más razas. Del total de la población el 1.02% eran hispanos o latinos de cualquier raza.